# دکتر دره
آندره رومل یانگ (به انگلیسی: Andre Romell Young) (زادهٔ ۱۸ فوریهٔ ۱۹۶۵) که بیشتر با نام هنری خود، دکتر دره (به انگلیسی: Dr. Dre) شناخته شده است، از رپرهای معروف آمریکایی است. او مؤسس و اداره‌کنندهٔ شرکت بیتس الکترونیکس و اَفترمث و از کارکنان و شرکای سابق دث رو رکوردز است. او تهیه‌کننده و حامی بسیاری از آلبوم‌ها و کاشف رپرهای بزرگی چون امینم، فیفتی سنت، اسنوپ داگ، گیم، کندریک لامار و مری جی. بلایژ به‌شمار می‌رود.
دکتر دره با عضویت و شروع کار در گروه رپ ان.دابلیو.ای شهرت کسب کرد و در سال ۱۹۹۲ اولین آلبوم خود با نام مزمن را منتشر کرد که یکی از پرفروشترین هنرمندان سال ۱۹۹۳ شد و یک جایزه گرمی برای تک‌آهنگ «بذار من کنترل کنم» گرفت. وی در سال ۱۹۹۶ کمپانی دث رو را ترک کرد تا کمپانی شخصی خود با نام افترمث را ایجاد کند. همچنین وی مالک و بنیانگذار شرکت بیتس بود و بعد امتیاز آن را به قیمت ۳/۲ میلیارد دلار به شرکت اپل واگذار کرد. او با آهنگسازی‌های بی نظیر خود همچون موسیقی‌های استیل دی.آر. ئی شناخته می‌شود که هنوز هم در سراسر دنیا شنونده دارند. او بعد از فروپاشی گروه ان.دابلیو.ای با ایزی-ئی به اختلافات شدیدی رسید و آنها علیه یکدیگر آهنگ‌های مختلفی منتشر می‌کردند.

## سال‌های اولیه زندگی
دکتر دره اولین فرزند تئودور و ورنا یانگ است که در ۱۸ فوریه ۱۹۶۵ در محله کمپتون، کالیفرنیا که پدر و مادر او در سن ۱۷ و ۱۶ سالگی بودند، متولد شد. در سال ۱۹۶۸ والدین دری طلاق گرفتند. مادر او بعدها با کورتیس کرایون ازدواج کرد. والدین دری ۲ پسر دیگر با نام‌های جروم و تایری و یک دختر به نام شامکا داشتند.
در سال ۱۹۷۶ دری به دبیرستان ونگارد در کامپتون، کالیفرنیا رفت اما به علت وجود گنگ‌های متعدد و خطرناک بودن آنجا به دبیرستان روزولت انتقال یافت. مادر دری بعدها با وارن گریفین که در محل کار خود با او آشنا شده بود ازدواج کرد که حاصل آن ۳ خواهرخوانده و یک برادرخوانده جدید برای دری بود. برادر او در بعدها به رپ روی آورد که امروز با نام وارن جی شناخته می‌شود.
دری در ۱۵ دسامبر سال ۱۹۸۱ صاحب یک فرزند پسر از لیزا جانسون شد.
او همچنین صاحب شرکت بیتس الکترونیکس نیز هست. تمامی سهام این شرکت در سال ۲۰۱۴ به صورت نقد به مبلغ سه میلیارد دلار به شرکت اپل واگذار گردید.

## حرفهٔ بازیگری

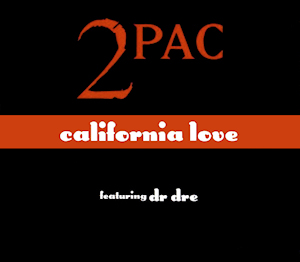
کالیفرنیا لاو از توپاک شکور ۱۹۹۵

دره حرفهٔ بازیگری خود را اولین بار در سال ۱۹۹۶ با بازی در فیلم منفجرش کن و در نقش فروشندهٔ اسلحه شروع کرد، همچنین دری در سال‌های بعد فیلمی‌های دیگری هم بازی کرده است که از جملهٔ آن‌ها فیلم واش است که به همراه اسنوپ داگ در آن فیلم ایفای نقش می‌کند.

## آلبوم‌ها
| سال  | نام آلبوم      | نقش                                             |
| ---- | -------------- | ----------------------------------------------- |
| ۱۳۷۱ | مزمن (آلبوم)   | رپ‌کن، آهنگساز، تهیه‌کننده موسیقی، میکس و مسترینگ |
| ۱۳۷۸ | ۲۰۰۱ (آلبوم)   | رپ‌کن، آهنگساز، تهیه‌کننده موسیقی، میکس و مسترینگ |
| ۱۳۹۴ | کامپتن (آلبوم) | رپ‌کن، آهنگساز، تهیه‌کننده موسیقی، میکس و مسترینگ |

## فیلم‌شناسی
| سال  | نام فیلم                            | نقش       | یادداشت        |
| ---- | ----------------------------------- | --------- | -------------- |
| ۱۹۹۲ | ناگاز برای زندگی: تنها ویدئوی خانگی | خودش      | مستند          |
| ۱۹۹۶ | منفجرش کن                           | سم سیاه   | نقش جزئی       |
| ۱۹۹۹ | وایت‌بویز                            | دان فیلیپ | نقش جزئی       |
| ۲۰۰۰ | تور در دود                          | خودش      | کنسرت          |
| ۲۰۰۱ | روز تعلیم                           | پال       | نقش جزئی       |
| ۲۰۰۱ | واش                                 | شین       | نقش جزئی       |
| ۲۰۰۵ | فیفتی سنت: ضد گلوله                 | گریز      | بازی کامپیوتری |
| ۲۰۱۷ | ستیزه‌جویان                          | خودش      | مستند          |